# Списак синова краља Абдулазиза ибн Сауда
Списак синова краља Абд ел-Азиз ибн Сауда (1875-1953) оснивача треће краљевине Саудијске Арабије, 1902-1926. године. Емират Ријада, касније до 1932. Краљевина Хиџаз и Наџд и од 1932. године уједињење земље у краљевину Саудијска Арабија.

## Биографија
Краљ Абд ел-Азиз ибн Сауд је имао 45 законитих синова од 19 својих жена (који су рођени од 1900. до 1952. године, његов најстарији син принц Принц Турки I (1900-1919), а најмлађи - принц Принц Џилуви II (952—). Од њих је преживело 36 синова, од којих су шесторо постали краљеви Саудијске Арабије (Сауд, Фајсал, Халид, Фахд, Абдулах и Салман). Многи од његових преживелих синова играли су велику улогу у политичком и економском животу Саудијске Арабије. Имао је и много ћерки. Сматра се да је имао свеукупно 24 жене.
Укупан број његове деце је не познат, али је вероватно 50 до 60. Најуспешнији кандидати су мушки потомци који су раније били на високим државним функцијама и чије су мајке биле супруге Абд ел-Азиза. Такође морају бити у стању да уједине различите огранке династије Сауд.

## Списак принчева
Списак прве генерације потомака Ибн Сауда, којих има 45, разврстани по бројним супругама. Многи од ел Саудових синова служили су на руководећим позицијама у Саудијској Арабији, укључујући све монархе после његове смрти.
| Бр  | Име                            | Портрет | Мајка                        | Године     | Напомене |
| --- | ------------------------------ | ------- | ---------------------------- | ---------- | --- |
| 1.  | Турки I                        |         | Вадха ибн Мухамед ел Урајмир | 1900—1919. | Престолонаследник Наџда (1902–1919), умро је од епидемије грипа |
| 2.  | Сауд                           |         | Вадха ибн Мухамед ел Урајмир | 1902—1969. | Престолонаследник Саудијске Арабије (1933-1953), краљ Саудијске Арабије (1953—1964), премијер Саудијске Арабије (1953—1954 и 1960—1962)                                                                        |
| 3.  | Халид I                        |         | Тарфе ибн Абдулаха ел Шеика  | 1903—1904. | Умро је као беба |
| 4.  | Фајсал                         |         | Тарфе ибн Абдулаха ел Шеика  | 1906—1975. | Емир од Меке (1925–1958), престолонаследник Саудијске Арабије (1953–1964), министар спољних послова Саудијске Арабије (1930–1960 и 1962—1975), краљ Саудијске Арабије2 (1964—1975)                             |
| 5.  | Фахд I                         |         | Лулуа ибн Салих ел Дахила    | 1906—1919. | Без функције |
| 6.  | Мухамед                        |         | Јавхара ибн Мусаед ел Јилува | 1910—1988. | Емир Медине (1924—1967), престолонаследник Саудијске Арабије (1964—1965) |
| 7.  | Насер                          |         | Буза І                       | 1911—1984. | Емир Ријада (1938—1951) |
| 8.  | Халид                          |         | Ел Јавхара ибн Мусаед        | 1913—1982. | Престолонаследник Саудијске Арабије (1965—1975), краљ Саудијске Арабије (1975—1982) |
| 9.  | Саад I                         |         | Тарфе ибн Абдулаха ел Шеика  | 1914—1919. | Умро је као дете |
| 10. | Саад                           |         | Јаухара ел Судајри           | 1915—1993. | Емир Асира (1940—1960), заменик министра унутрашњих послова за безбедносна питања (1960—1987) |
| 11. | Мансур                         |         | Шахида                       | 1921—1951. | Министар одбране Саудијске Арабије (1943—1951) |
| 12. | Фахд                           |         | Хаса ибн Ахмед Судајриа      | 1921—2005. | Министар просвете (1953—1962), министар унутрашњих послова Саудијске Арабије (1962—1975), престолонаследник Саудијске Арабије (1975—1982), краљ Саудијске Арабије (1982—2005)                                  |
| 13. | Бандар                         |         | Буза ІІ                      | 1923—2019. | Принц је уклоњен са линије сукцесије 1982. године, у замену за новчану надокнаду. Једина владина функција на којој је био је генерални директор Министарства унутрашњих послова.                               |
| 14. | Мусајд                         |         | Јавхара Саад ел Судајри      | 2923—2013. | Није имао значајније административне функције |
| 15. | Абдулах                        |         | Фахда ибн Аси ел Шурајм      | 1924—2015. | Градоначелник Меке (1961-1963), командант Националне гарде (1963—2010), престолонаследник Саудијске Арабије (1982—2005), краљ Саудијске Арабије (2005—2015)                                                    |
| 16. | Талал І                        |         | Мунајир                      | 1924—1927. | Умро је као дете |
| 17. | Абдул                          |         | Јаухара ел Судајри           | 1925—1985. | Министар унутрашњих послова Саудијске Арабије (1960—1961), емир Медине (1965—1984) |
| 18. | Мишал                          |         | Шахида                       | 1926—2017. | Заменик министра одбране (1943—1951), министар одбране Саудијске Арабије (1951—1953), емир Меке (1963—1971), председник Савета оданости (2007—2017)                                                            |
| 19. | Султан                         |         | Хаса ибн Ахмед Судајриа      | 1930—2011. | Емир Ријада (1947—1952), министар пољопривреде (1953—1955), министар саобраћаја (1955—1962), министар одбране и ваздухопловства Саудијске Арабије (1963—2011), престолонаследник Саудијска Арабија (2005—2011) |
| 20. | Абдул Рахман                   |         | Хаса ибн Ахмед Судајриа      | 1931—2017. | Заменик министра одбране и ваздухопловства Саудијске Арабије (1978—2011) |
| 21. | Бадр І                         |         | Хаја ибн Саад ел Судајри     | 1931—1932. | Умро је као беба |
| 22. | Мутајб                         |         | Шахида                       | 1931—2019. | Заменик министра одбране (1951—1956), емир Меке (1958—1961), министар социјалне политике Саудијске Арабије (1975—1980), министар пољопривреде Саудијске Арабије (1980—2009)                                    |
| 23. | Талал                          |         | Мунајир                      | 1931—2018. | Министар комуникација Саудијске Арабије (1952—1955), министар финансија Саудијске Арабије (1960—1961) |
| 24. | Наваф                          |         | Мунајир                      | 1932—2015. | Министар финансија и националне привреде Саудијске Арабије (1968—1975), генерални директор Опште обавештајне службе (2001—2005.)                                                                               |
| 25. | Бадр                           |         | Хаја Саад ел Судајри         | 1932—2013. | Министар саобраћаја Саудијске Арабије (1960—1962), министар комуникација Саудијске Арабије (1961—1962), заменик команданта Националне гарде Саудијске Арабије (1967—2010)                                      |
| 26. | Мишари                         |         | Башра                        | 1932—2000  | Убио британског вицеконзула Оусмана 1951. године, осуђен на доживотни затвор, али је пуштен за време владавине краља Сауда.                                                                                    |
| 27. | Наиф                           |         | Хаса ибн Ахмед Судајриа      | 1933—2012. | Емир Ријада (1952-1955), министар унутрашњих послова Саудијске Арабије (1975—2011), престолонаследник Саудијске Арабије (2011—2012)                                                                            |
| 28. | Турки II                       |         | Хаса ибн Ахмед Судајриа      | 1934—2016. | Заменик министра одбране и ваздухопловства Саудијске Арабије (1969—1978) |
| 29. | Фаваз                          |         | Буза ІІ                      | 1934—2008  | Емир Ријада (1960-1961), Емир Меке (1971-1980) |
| 30. | Салман                         |         | Хаса ибн Ахмед ел Судајри    | 1935—      | Емир од Ријада (1963—2011), министар одбране и ваздухопловства Саудијске Арабије (2011—2015), престолонаследник Саудијске Арабије (2012—2015), краљ Саудијске Арабије и чувар светилишта (2015—данас)          |
| 31. | Маџид I                        |         | Алиха Факер                  | 1937—1938. | Умро је као беба |
| 32. | Тамир                          |         | Нуфа ел Шалан                | 1937—1958. | Извршио самоубиство |
| 33. | Маџид II                       |         | Мухди                        | 1938—2003. | Министар пољопривреде Саудијске Арабије (1975-1980), емир Меке (1980-1999) |
| 34. | Абдул Елах                     |         | Хаса ибн Ахмед Судајриа      | 1939—      | Емир Ел Касима (1980—1992), емир Ел Џауфа (1998-2001), саветник краљева Абдулаха (2005-2015) и Салмана (2015-данас)                                                                                            |
| 35. | Мамдух                         |         | Нуфа ибн Наваф               | 1940—      | Емир Табука (1986-1987), директор Саудијског центра за стратешке студије (1994-2004) |
| 36. | Сатам                          |         | Мухди                        | 1941—2013. | Заменик гувернера Ријада (1979—2011), емир Ријада (2011—2013) |
| 37. | Абдул Салим                    |         | Алиха Факер                  | 1941—1942. | Умро је као беба |
| 38. | Абдул Мајед                    |         | Хаса ибн Ахмед Судајриа      | 1942—2007. | Емир Табука (1980-1986), Емир Медине (1986-1990), Емир Меке (1999-2007) |
| 39. | Ахмед ибн Абдулазиз ел Сауд    |         | Хаса ибн Ахмед Судајриа      | 1942—      | Заменик емира Меке (1971-1975), заменик министра унутрашњих послова Саудијске Арабије (1975-2012), министар унутрашњих послова Саудијске Арабије (2012—2015)                                                   |
| 40. | Машхур ибн Абдул-Азиз Аль Сауд |         | Нуфа ел Шалан                | 1942−      | Таст престолонаследника Мухамеда ибн Салмана |
| 41. | Џилуви I                       |         | Алиха Факер                  | 1942—1944. | Умро је као дете |
| 42. | Хазлул ибн Абдул-Азиз Аль Сауд |         | Шадира                       | 1942—2012. | Председник ФК Ал Хилал (1976-1978) и (1982-1983) |
| 43. | Мукрин                         |         | Барака ел Јаманија           | 1945—      | Емир Хаиља (1980-1999), емир Медине (1999-2005), генерални директор Саудијске генералне обавештајне службе (2005-2012), престолонаследник Саудијске Арабије и заменик премијера (2015—2017)                    |
| 44. | Хамуд                          |         | Фатима ел Јаманија           | 1947—1994. | Није имао значајније административне функције |
| 45. | Џилуви II                      |         | Алиха Факер                  | 1952—      | Није имао значајније административне функције |

```
Сауд ибн Мухамед 
, емир 
Дираџа
 (1720 — 1726)
├─Родоначелник предак Сунаиан
Ес-Сунајан

│ └─Ибрахим
│   └─Сунајан
│     └─
Абдулах
, емир 
Наџда
 (1841—1843)
├─Фархан, предак огранка 
ел-Фархан

├─Мишари, предак огранка 
ел-Мишари

│ └─Абд ар-Рахман
│   └─
Мишари
, гувернер Манфухија (1825-1831), од 9. до 28. маја 1834. узурпирао је власт у 
Наџду

└─
Мухамед
, емир 
Емирата Дирија
 (1726 — 1765)
  ├─
Абдулазиз
, емир 
Емирата Дирија
 (1765—1803)
  │ └─
Сауд
, емир 
Емирата Дирија
 (1803—1814)
  │   ├─
Абдулах
, емир 
Емирата Дирија
 (1814—1818)
  │   ├─
Халид I
, емир 
Наџда
 (1837—1841)
  │   ├─Мишари амир 
Дираџа
 (1818—1821), постављен од Египћана
  │   └─Фајсал
  ├─Фајсал
  ├─Сауд
  ├─Али
  └─Абдаллах
    └─
Турки
, амир 
Неджда
 (1821—1834)
      ├─Фахд
      ├─Абдаллах, в августе—октябре 1871 узурпировал власть в 
Неджде

      ├─Джилюви, губернатор 
провинции Эль-Касим
 (1849—1854), родоначальник ветви 
аль-Джилюви

      └─
Файсал I
, амир 
Неджда
 (1834—1837, 1843—1865)
        ├─
Абдаллах III
, амир 
Неджда
 (1865—1871, 1871—1873, 1876—1889)
        ├─
Сауд III
, амир 
Неджда
 (1871—1871, 1873—1875), родоначальник ветви 
аль-Сауд аль-Кабир

        ├─
Мухаммад II
, амир 
Эр-Рияда
 (1891—1902)
        └─
Абд ар-Рахман
, амир 
Неджда
 (1875—1876, 1889—1891)
          
+Сарах
, дочь Ахмада 
ас-Судайри

          ├─Мухаммад, губернатор 
провинции Мекка
 (1924—1925), подозревался в заговоре против короля в 1927
          │ └─Халид, подозревался в заговоре против короля летом 1927
          └─
Абд аль-Азиз II
, амир 
Эр-Рияда
 (с 1902), султан 
Неджда
 (с 1921), падишах 
            
Неджда и Хиджаза
 (с 1926), король 
Саудовской Аравии
 (1932—1953)
            
+
1)Вадха бинт Мухаммад аль-Хаззам, 2)Тарфах бинт Абдаллах 
Аль аш-Шейх
,  
            │ 3)Джаухар бинт Мусаид 
аль-Джилюви
, 4)Базза I, 5)Джаухар бинт Саад бин Абдул-Мухсин 
ас-Судайри
, 
            │ 6)Хасса бинт Ахмад 
ас-Судайри
, 7)Шахида, 8)Фахда бинт аль-Аси аш-Шураим, 9)Базза II, 
            │ 10)Хайа бинт Сa'aд 
ас-Судайри
, 11)Мунайир, 12)Мудхи, 13)Нуф бинт аш-Шалан, 
            │ 14)Барака аль-Йаманийах, 15)Фатима
            ├─1)
Турки I
 (1900—1919), наследник престола (1902—1919), умер от 
испанки

            │   └─
Файсал
 (ум. 1968), министр внутренних (1961—1962)
            ├─1)
Сауд (IV)
 (1902—1969), король 
Саудовской Аравии
 (1953—1964), отец 115-ти детей
            │   ├─Мухаммад (1934-2012), губернатор провинции 
Эль-Баха
 (1987—2010)
            │   │ ├─Файсал
            │   │ ├─Халид
            │   │ └─Мишаал
            │   ├─Мишари (р. 1954), губернатор провинции 
Эль-Баха
 в ранге министра (с 2010)
            │   ├─Мишаал (р. 1947), губернатор провинции 
Наджран
 (1996—2008)
            │   │ └─Файсал, советник 
принца Султана ибн Абд аль-Азиза
, затем министра обороны и авиации
            │   ├─Бадр, губернатор провинции 
Эр-Рияд
 (1963—1963)
            │   └─Абдул-Рахман (1940—2005), «крёстный отец» и президент 
            │     
футбольного клуба Аль-Наср
 (1960—1969, 1975—1997, 2000—2005)
            │     ├─Халид
            │     ├─Абд аль-Азиз
            │     ├─Файсал
            │     ├─Мамдох
            │     ├─Сауд
            │     └─Фахад
            ├─2)
Фейсал (II)
 (1906—1975), король 
Саудовской Аравии
 (1964—1975)
            │   
+
1)Султана бин Ахмад бин Мухаммад 
ас-Судайри
, 2)Иффат 
ас-Сунайян
, 
            │   │   3)Хайа бинт Турки бин Абд аль-Азиз бин Абдаллах аль-Сауд 
            │   ├─1)Абдаллах (1922—2007), министр здравоохранения (1949—1950),
            │   │   министр внутренних дел (1951—1959)
            │   │   ├─Халид
            │   │   ├─Мухаммад
            │   │   ├─Абдул-Рахман
            │   │   ├─Талал
            │   │   ├─Сауд
            │   │   ├─Султан
            │   │   ├─Бандар
            │   │   ├─Турки
            │   │   └─Файсал
            │   ├─2)Мухаммад (р. 1937), заместитель министра сельского хозяйства, 
            │   │  основатель и председатель DMI Trust и Faisal Islamic Bank Group
            │   ├─2)Бандар
            │   ├─2)Сауд (Сауд аль-Фейсал) (р. 1941), министр иностранных дел (с 1975 по сей день)
            │   ├─2)
Турки (Турки аль-Фейсал)
 (р. 1945), генеральный директор Разведывательной службы
            │   │  (
Al Mukhabarat Al A'amah
; 1977—2001), посол в США (2005—2007)
            │   │   
+
Нуф бинт Фахд бин Халид аль-Сауд
            │   │   ├─Файсал (Файсал бин Турки) (р. 1975), глава Института глобальных 
            │   │   │ стратегических исследований (GSSI; с 2007)
            │   │   ├─Абд аль-Азиз (р. 1983), автогонщик 
            │   │   ├─Сауд
            │   │   ├─Мишаил
            │   │   └─Мудхи
            │   ├─2)Абдул-Рахман
            │   ├─3)Халид (р. 1940), поэт, губернатор 
провинции Асир
 (1971—2007), 
            │   │   губернатор 
провинции Мекка
 (с 2007), управляющий директор Фонда короля Файсала
            │   │   
+
принцесса аль-Ануд 
            │   │   ├─Бандар (р. 1965), председатель реформистского издания «Ал—Ватан» («Родина») 
            │   │   │ 
+
аль-Ануд бинт Мухаммад бен Абдаллах бен Мухаммад аль-Сауд
            │   │   │ ├─Халид
            │   │   │ └─Файсал
            │   │   ├─Султан
            │   │   └─Сауд, вице-председатель Саудитской экономической комиссии совместной
            │   │     с Швейцарией, Россией, Узбекистаном, Казахстаном, Грецией и др.    
            │   └─Саад
            ├─3)
Мухаммад
 «Абу Шарайан» («Отец двух зол») (1910—1988),
            │   губернатор 
провинции Эль-Мадина
 (1924—1965), наследник престола (1964—1965), 
            │   отказался от наследования в пользу брата
            │   ├─Фахд
            │   ├─Бандар
            │   ├─Бадр
            │   ├─Саад
            │   ├─Абдаллах
            │   └─Абд аль-Азиз
            ├─3)
Халид (II)
 (1913—1982), король 
Саудовской Аравии
 (1975—1982)
            │   ├─Бандар
            │   ├─Абдаллах (р. 1935), председатель Фонда короля Халида 
            │   ├─Фахд
            │   ├─Сауд
            │   ├─Файсал (р. 1954), вице-губернатор 
провинции Асир
 (с 2003), 
            │   │ губернатор 
провинции Асир
 (с 2007)
            │   └─Саад
            ├─4)Нассер (1919—1984), губернатор провинции 
Эр-Рияд
 (до 1951)
            │   
+
Моудди бинт Ахмад бин Мухаммад 
ас-Судайри
, сестра королевы Хассы 
ас-Судайри

            │   ├─Турки (р. 1948), генерал-лейтенант, 
            │   │ председатель Управления метеорологии и окружающей среды
            │   │ 
+
Нура аль-Сауд (р. 1948), дочь наследного принца 
Султана аль-Сауда

            │   │ ├─Фейсал «Кахилан» (р. 1973), атташе посольства Саудовской Аравии в США
            │   │ │ 
+
Рима бинт Бандар бин Султан бин Абдул-Азиз аль-Сауд
            │   │ │ └─Турки 
            │   │ └─Абдаллах
            │   └─Мухаммад, губернатор провинции 
Джизан
 (с 2000)
            ├─5)Саад (1920—1993)
            ├─5)Мусаид (1923-2013)
            │   ├─Халид, убит в перестрелке с полицией в начале 1960-х во время демонстрации
            │   └─Файсал, обезглавлен за то что 25 марта 1975 года застрелил короля 
Фейсала

            ├─5)Абдул-Мухсин (1925—1985), губернатор провинции 
Эль-Мадина
 
            │   └─Сауд, вице-губернатор 
провинции Мекка
 (1976—1992), исполняющий обязанности 
            │     губернатора 
провинции Мекка
 (1992—1999), губернатор провинции 
Хаиль
 (с 1999)
            ├─6)
Фахд (I)
 (1920—2005), король 
Саудовской Аравии
 (1982—2005)
            │   
+
1)аль-Ануд бинт Абдул-Азиз бин Мусаид 
аль-Джилюви
, 2)Джауза бинт Абдалла
            │   │ ибн Абдуррахман аль-Сауд (в разводе), 3)аль-Джаухара бинт Ибрагим аль-Ибрагим 
            │   ├─1)Файсал (1946—1999), министр труда и министр по делам молодежи, председатель 
            │   │ 
Федерации футбола Саудовской Аравии
 (с 1971), председатель Олимпийского комитета
            │   │ Саудовской Аравии (с 1975), председатель Национального антинаркотического комитета 
            │   │ (с 1984), член 
Международного олимпийского комитета

            │   │ ├─Наваф, председатель 
Федерации футбола Саудовской Аравии
 (до 2012),
            │   │ │ член 
Международного олимпийского комитета
 (с 2002)
            │   │ └─Халид
            │   ├─1)Халид
            │   ├─1)Сауд
            │   ├─1)Султан
            │   ├─1)Абд ар-Рахман
            │   ├─2)Турки
            │   ├─2)Мухаммад (р. 1951), губернатор 
Восточной провинции
 (с 1985)
            │   │ 
+
принцесса аль-Сауд, дочь наследного принца Наифа ибн Абд аль-Азиз аль-Сауд
            │   │ ├─Турки
            │   │ ├─Халед
            │   │ └─Абд аль-Азиз
            │   └─3)Абд аль-Азиз (р. 1973), в прошлом государственный министр без портфеля
            ├─6)
Султан
 (1929—2011), министр сельского хозяйства (с 1953), министр транспорта (с 1955),
            │   министр обороны и авиации (1962—2011), второй вице-премьер (1982—2011),
            │   наследный принц (2005—2011)
            │   
+
1)Moнерa бинт Абдуль-Азиз бин Мусад аль-Сауд (ум. 2011), 2)Хизаран, 
            │   │  3)Худа бинт Абдаллах аш-Шайх, 4)Абир бинт Фахд аль-Фейсал 
аль-Фархан
 аль-Сауд
            │   ├─1)
Халид
 (р. 1949), заместитель министра обороны и авиации (до 1991 и с 2011),  
            │   │  помощник министра обороны и авиации (с 2001), 
фельдмаршал
, 
            │   │  владелец газеты «
Аль-Хаят
»
            │   │  
+
1)(до 1978) Лулуа, дочь короля 
Фахда
, 2)Абир бинт Турки II ибн Абд аль-Азиз аль-Сауд
            │   │  ├─1)Файсал
            │   │  ├─2)Фахд
            │   │  ├─2)Салман
            │   │  ├─2)Мишаил
            │   │  └─2)Абдаллах
            │   ├─2)
Бандар "Бандар Буш"
 (р. 1949), посол в США (1983—2005), 
            │   │  Генеральный секретарь Совета национальной безопасности (с 2005)
            │   │  
+
(1972)Хайфа бинт Файсал (Хайфа аль-Файсал), дочь короля 
Фейсала
 и королевы Иффат
            │   │  ├─Халид 
+
 Люси Катберт, племянница Ральфа Перси, 
12-го герцога Нортумберленд

            │   │  ├─Фахад
            │   │  └─Азус
            │   ├─1)Фахд (р. 1950), губернатор провинции 
Табук
 (c 1987)
            │   ├─1)Файсал, генеральный секретарь Фонда 
Султана ибн Абдель Азиза аль-Сауда

            │   ├─1)Турки (р. 1959), заместитель министра культуры и информации по вопросам информации
            │   │  в ранге министра (с 2011)
            │   │  └─Абд аль-Азиз
            │   ├─3)Сауд
            │   ├─3)Наиф
            │   ├─3)Науваф
            │   ├─3)Бадр
            │   ├─4)Фаваз 
            │   ├─*)Ахмад
            │   ├─*)Абдаллах
            │   ├─*)Абд аль-Маджид
            │   ├─*)Мохаммед
            │   ├─*)Мишаал
            │   ├─*)Мансур
            │   └─*)Салман (р. 1976), помощник генерального секретаря Совета национальной безопасности
            ├─6)Абд ар-Рахман (р. 1931), заместитель министра обороны и авиации (1978—2011)
            ├─6)
Наиф
 (1933—2012), губернатор провинции 
Эр-Рияд
 (1952—1955), министр внутренних дел
            │   (1975—2011), второй вице-премьер (2009—2011), наследник престола (2011—2012)
            │   
+
1)Нура Алфаррадж Алсубайе (в разводе), 2)аль-Джаухара бинт Абд аль-Азиз бин Мусаид
            │   
аль-Джилюви
, 3)Маха бинт Мухаммад бин Ахмад 
ас-Судайри

            │   ├─1)Нуф
            │   ├─2)Сауд (р. 1956), вице-губернатор 
Восточной провинции
 (1992—2003),
            │   │  посол в Испании (2003—2011), председатель Суда кронпринца и 
            │   │  специальный советник (с 2011)
            │   │  
+
Абир бинт Файсала бин Турки
            │   │  ├─Абд аль-Азиз 
            │   │  └─Мухаммад
            │   ├─2)
Мухаммад
 (р. 1959), наследник престола (2015—2017)
            │   │  по вопросам безопасности (с 1999)
            │   ├─3)Науваф
            │   ├─3)Мишаил
            │   └─3)Фахд
            ├─6)Турки II (р. 1934), вице-губернатор провинции 
Эр-Рияд
 (1957, 1960), 
            │   заместитель министра обороны (1969—1978)
            │   
+
2)Хинд аль-Фасси (ум. 2010)
            │   ├─Султан, с 2004 под домашним арестом за оппозиционные заявления
            │   └─Файсал, советник в министерстве нефти
            ├─6)
Салман
 (р. 1936), губернатор в провинции 
Эр-Рияд
 (1962—2011), министр обороны (с 2011), король (с 2015)
            │   
+
1)Султана бинт Турки 
ас-Судайри
 (ум. 2011)
            │   ├─1)Фахд (1955—2001), вице-губернатор 
Восточной провинции
 (1986—1991),
            │   │ умер от сердечной недостаточности
            │   │ 
+
Нуф бинт Халид бин Абдаллах аль-Абд ар-Рахман
            │   │ ├─Султан
            │   │ └─Ахмад 
            │   ├─1)Ахмад (1958—2002), умер от сердечной недостаточности
            │   │ 
+
дочь принца Мишаала бин Абд аль-Азиза
            │   ├─1)
Султан
 (р. 1956), полковник ВВС в отставке, первый арабский астронавт (1985), 
            │   │ генеральный секретарь Верховного комиссии по туризму (с 2000)
            │   │ 
+
Хайя, дочь принца Сауда аль-Фейсала
            │   │ └─Салман (р. 1990)
            │   ├─1)Абд аль-Азиз (р. 1960), заместитель министра нефти и природных ресурсов (с 1995)
            │   │ 
+
Сара бинт Халид бин Mусаад бин Абд аль-Азиз (р. 1966)
            │   ├─1)Файсал (р. 1970), профессор политологии в Университете короля Сауда, бизнесмен, губернатор провинции 
Эль-Мадина
 (с 2013)
            │   ├─2)Сауд
            │   ├─3)
Мухаммед
, наследник престола (с 2017)
            │   ├─3)Турки, председатель 
Saudi Research and Marketing Group
 (с 2013)
            │   ├─3)Халид
            │   ├─3)Наиф
            │   ├─3)Бандар
            │   └─3)Ракан
            ├─6)
Ахмад
 (р. 1941/2), вице-губернатор 
провинции Мекка
 (с 1971), 
            │   заместитель министра внутренних дел (1975—2012)
            │   └─Абд аль-Азиз (р. 1963), бизнесмен, председатель 
Atheeb Group
 
            │     └─Турки
            ├─7)Мансур (1922—1951), министр обороны (до 1951), умер от отравления алкоголем
            ├─7)Мишаал (р. 1926), министр обороны (1951—1956), специальный королевский советник
            │  (1957—1960), губернатор провинции 
Мекка
 (1963—1971),
            │   Председатель Совета Преданности (с 2007)
            │   ├─Файсал
            │   ├─Мухаммад 
            │   │ ├─Мишаал
            │   │ ├─Сауд
            │   │ ├─Мансур
            │   │ ├─Маджид
            │   │ ├─Султан
            │   │ └─Файсал
            │   ├─Мансур
            │   ├─Абд аль-Азиз
            │   │ ├─Мухаммад 
            │   │ └─Фахд
            │   ├─Турки
            │   ├─Халид
            │   ├─Бандар
            │   │ └─Файсал
            │   ├─Сауд
            │   └─Султан
            ├─7)Мутаиб (1931—2019), заместитель министра обороны (1951—1956), вице-губернатор
            │   
провинции Мекка
 (1963—1971), министр по делам муниципальных 
            │   и сельских административных образований (1975—2009)
            │   └─Мансур (р. 1952), заместитель министр муниципального и сельского хозяйства (с 2006),
            │   министр муниципального и сельского хозяйства (с 2009)
            │   
+
Ибтисам бинт Язид бин Абдалла аль-Абд аль-Рахман
            │   ├─Мухаммед
            │   ├─Сауд
            │   └─Файсал
            ├─8)
Абдаллах (IV)
 (1924-2015), король 
Саудовской Аравии
 (2005-2015)
            │   
+
1)Мунира бинт Абдаллах Аль аш-Шейх, *)Джавахир бинт Мухаммад, **)Тафи бинт Мишан аль-Файсал аль-Джарба
            │   ├─1)Халид (р. 1950), почётный президент футбольного клуба 
Аль-Ахли (Джидда)

            │   │   
+
Нура бинт Абдаллах бен Мухаммад 
аль-Сауд аль-Кабир

            │   │   ├─Файсал (р. 1983)
            │   │   ├─Абд аль-Азиз (р. 1986)
            │   │   └─Сауд (р. 2009)
            │   ├─Мутаиб (р. 1952/3), генерал, командующий Национальной гвардией Саудовской Аравии 
            │   │  (с 2010), государственный министр
            │   │   
+
Джавахир бинт Абдаллах бен Абд ар-Рахман аль-Абд ар-Рахман
            │   │   ├─
Абдаллах
 (р. 1984), бронзовый призёр 
Олимпийских игр 2012 года

            │   │   ├─Саад 
            │   │   └─Халид
            │   ├─Абд аль-Азиз (р. 1962/3), королевский советник (1989—2011), 
            │   │ заместитель министра иностранных дел (с 2011)
            │   │ 
+
Абир бинт Турки бин Насер аль-Сауд
            │   │ ├─Абдаллах
            │   │ ├─Садин
            │   │ └─Халид
            │   ├─**)Мишаал, губернатор 
провинции Наджран
 (с 2009)
            │   ├─Файсал, глава 
Красного Полумесяца Саудовской Аравии

            │   └─Бадр (р. 2003)
            ├─9)Бандар (р. 1923)
            │   ├─Мансур, командир авиабазы в г. 
Джидда

            │   └─Файсал (р. 1943), губернатор 
провинции Эль-Касим
 (с 1992)
            ├─9)Фавваз (1934—2008), губернатор провинций 
Эр-Рияд
 (1960—1961) и 
Мекка
 (1971—1980)
            ├─10)Бадр (р. 1933), заместитель командующего Национальной гвардией (до 2010)
            │   └─Фахд, губернатор провинции 
Эль-Джауф
 (с 2001)
            ├─10)Абд аль-Иллах (р. 1935), губернатор провинций 
Эль-Касим
 (1980—1992)
            │   и 
Эль-Джауф
 (1998—2001), королевский советник в ранге министра (с 2008)
            │   ├─Абд аль-Азиз (р. 1965)
            │   └─Абд аль-Маджид
            ├─10)Абд аль-Маджид (1942—2007), губернатор провинций 
Табук
 (1980—1986), 
            │   
Эль-Мадина
 (1986—1999), 
Мекка
 (2000—2007)
            ├─11)Талал «Красный принц» (р. 1932), министр связи (до 1955), совладелец 
News Corporation

            │   
+
1)Умм-Фейсал, 2)(до 1968)Муана, дочь 
Риада ас-Сольха
, 
            │   3)Moудие бинт Абдуль-Мухсин Алангари, 4)Маждах бинт Турки 
ас-Судайри

            │   ├─1)Файсал (ум. 1991)
            │   ├─2)
аль-Валид
 (р. 1955), международный инвестор, основатель и владелец 
            │   │  
Kingdom Holding Company

            │   │  
+
Далал бинт Сауд бин Абд аль-Азиз Aмирa ат-Тауи
            │   │  └─Халед
            │   ├─2)Халед (р. 1962)
            │   │  
+
(1988)Джаззи бинт 
Сауд ибн Абдель Азиз аль-Сауд

            │   │  ├─Валид 
            │   │  ├─Сауд 
            │   │  └─Мохаммед 
            │   ├─3)Турки (р. 1968), полковник авиации
            │   │  └─Абд аль-Азиз
            │   ├─4)Абд аль-Азиз (р. 1982)
            │   ├─4)Абдул-Рахман
            │   ├─4)Мансур
            │   ├─4)Мохаммед
            │   └─4)Maнсур
            ├─11)Науваф (р. 1932), в прошлом министр финансов и генеральный директор 
            │   Разведывательной службы (
Al Mukhabarat Al A'amah
) (до 2005), 
            │   королевский советник по делам Персидского залива (1968—1975)
            │   
+
1)?, 2)Джавахир аль-Алшейх 
            │   ├─1)Мохаммед (р. 1953), посол в Великобритании и Ирландии (с 2005)
            │   │  
+
Фадва бинт Халед бен Абдаллах аль-Сауд
            │   ├─2)Абд аль-Азиз (р. 1979)
            │   └─2)Файсал (р. 1984)
            ├─12)Маджид (1938—2003), губернатор 
провинции Мекка
 (1980—1999)
            │   
+
Нуф бинт Абдаллах аль-Фахд аль-Муханна
            │   └─Мишаал (р. 1957), губернатор города 
Джидда
 (c 1998)
            │     
+
Джаухара бинт Халид бин Мусаид аль-Сауд 
            │     └─Халид
            ├─12)Саттам (р. 1941), вице-губернатор провинции 
Эр-Рияд
 (1968—2011), 
            │   губернатор провинции 
Эр-Рияд
 (с 2011)
            │   
+
Шейха бинт Абдаллах бин Абдул-Рахман
            │   ├─Абд аль-Азиз
            │   └─Файсал
            ├─13)Тамир (1937—1959)
            ├─13)Мамдух (р. 1941), губернатор провинции 
Табук
 (1986—1987, отстранён королём
            │   за неподчинение), директор Саудовского Центра стратегических исследований.
            ├─13)Машхур (р. 1942)
            ├─14)
Мукрин
 (р. 1945), губернатор провинций 
Хаиль
 (1980—1999) и 
Эль-Мадина
 (1999—2005), 
            │   генеральный директор Разведывательной службы (
Al Mukhabarat Al A'amah
) (с 2005), наследник престола в 2015 году
            │   
+
Абта бинт Хамуд ар-Рашид
            │   ├─Фахд
            │   ├─Абд аль-Азиз 
            │   ├─Файсал
            │   ├─Турки
            │   ├─Мансур
            │   └─Бандар
            └─15)Хамуд (1947—1994)
```